# Гиббоновые
Гиббо́новые, или гиббонообразные, или малые человекообразные обезьяны (лат. Hylobatidae), — семейство приматов, обитающих в Юго-Восточной Азии. Гиббоновые являются наиболее близким к гоминидам семейством и образуют вместе с ними надсемейство гоминоиды или человекообразные обезьяны.
Иногда гиббоновых включают в состав семейства гоминиды как подсемейство Hylobatinae — «малые гоминиды».

## Распространение
Ареал, в котором встречаются гиббоновые, простирается от северо-восточной Индии, Мьянмы и южного Китая до Малайского полуострова и индонезийских островов Калимантан и Ява. В более ранние времена гиббоновые были распространены на значительно большей территории: в начале второго тысячелетия они встречались почти во всём Китае. 
Главной сферой обитания являются тропические леса, иногда гиббоновые встречаются и в горных лесах на высоте до 1800 метров.

## Описание
Гиббоновые являются бесхвостыми приматами. Особенно заметно то, что их передние конечности значительно длиннее, чем задние. Это обстоятельство позволяет им передвигаться с помощью брахиации — уникального в животном мире способа передвижения, при котором они раскачиваются на руках, перемещаясь прыжками с ветки на ветку.  У гиббоновых большой палец укоренён от остальных дальше, чем у человека, из-за чего они могут уверенно хватать толстые ветки. Густая шерсть гиббоновых окрашена в чёрный, серый или коричневый цвет. Морды короткие с большими глазами, устремлёнными вперёд. Ноздри, в отличие от других приматов Старого Света, расставлены в стороны. Формула зубов соответствует типичной для гоминидов. У некоторых видов гиббоновых развиты горловые мешки, служащие резонатором громких криков. Размер гиббоновых от 45 до 90 см, их масса от 4 до 13 кг. Наиболее крупным и тяжёлым видом является сиаманг. Хотя гиббоны по своему интеллектуальному развитию близки к гоминидам, у них есть признаки, сближающие их с низшими узконосыми обезьянами (мартышковыми): небольшой мозг, другой хромосомный набор, наличие седалищных мозолей и особенности строения слухового аппарата.

## Поведение
Латинское название Hylobatidae означает «жители деревьев», отражая сферу обитания гиббонов, которые водятся исключительно в лесах. Благодаря длинным рукам и большим пальцам, расположенным гораздо ниже, чем у других приматов, они отлично приспособлены к жизни на деревьях, в частности к брахиатическому передвижению. Раскачиваясь на руках, они совершают прыжки с ветки на ветку, преодолевая  за один такой скачок примерно по три метра, и перемещаются таким образом со скоростью 16 км/ч. На земле гиббоны передвигаются на ногах, поднимая руки вверх для поддержания баланса. Они активны преимущественно в дневное время.
Гиббоны живут моногамно. Пары со своим потомством живут на собственной территории (от 12 до 40 га), который защищают от чужих пришельцев. О том, что территория занята, они сообщают на рассвете с самых высоких деревьев громкими песнями, разносящимися в радиусе до 3–4 км (у сиаманга). Иногда встречаются и особи, живущие поодиночке, — это, как правило,  молодые холостяки, недавно покинувшие родителей. В поисках собственного партнёра потомство покидает родителей по своей инициативе или же изгоняется силой. Поиски партнёра могут продлиться несколько лет. У некоторых видов родители помогают своим детям, «резервируя» для них свободный участок.
Зоолог Карпентер наблюдал распорядок дня у белорукого гиббона:
- 5:30–6:30 — время, в которое гиббон просыпается;
- 6:00–8:00 — в это время гиббон криком оповещает окрестности о своих владениях, затем занимается уходом за собой и утренней зарядкой; за этим следуют прыжки с ветки на ветку;
- 8:00–9:00 — направляется к «столовой» — дереву, на котором ест плоды;
- 9:00–11:00 — приём пищи;
- 11:00–11:30 — путь к месту послеобеденного отдыха;
- 11:30–15:00 — послеобеденный отдых практически без движений, затем чистка шерсти;
- 15:00–17:00 — приём пищи в месте, отличном от первого;
- 17:00–19:00 — путь к месту сна;
- 18:00 и до захода солнца — приготовление ко сну;
- 18:30–5:30 — сон.

## Питание
Основную часть питания гиббоновых составляют листья и фрукты. В небольших количествах они питаются также лепестками, насекомыми, изредка поедают птичьи яйца и небольших позвоночных. У гиббоновых слабо развит жевательный аппарат, а желудок построен относительно просто (по сравнению с лангурами).
Подобно гоминидам, гиббоны иногда могут использовать простейшие орудия труда для добывания пищи.

## Размножение
У гиббоновых не существует брачных сезонов. Каждые два–три года самка рожает по одному детёнышу, рождение двойняшек сравнительно редко. Новорождённый цепляется за живот матери и проводит с ней первые недели. Позже в его воспитании участвует и отец. Лишь в возрасте от полутора до двух лет детёныши гиббоновых отвыкают от молока, а половое созревание наступает только к восьми или девяти годам. Средняя продолжительность жизни у гиббонов составляет в дикой природе около 25 лет, в неволе наиболее старое животное достигло возраста 50 лет.
Гиббоны выбирают себе партнёров только по своему вкусу. Эта особенность затрудняет их разведение в зоопарках, так как самцы и самки иногда могут игнорировать друг друга.

## Классификация
Гиббоновые составляют родственный гоминидам таксон. Их разделение, по данным изучения митохондриальной ДНК, произошло от 15 млн до 20 млн лет назад. Гиббоновые делятся на четыре рода, в которых заключаются 16 видов.
Отдельный вид гиббонов Kapi ramnagarensis возрастом 13 млн л. н. описан по находке зуба в Рамнагаре (Сивалик, Индия). Поздним миоценом (ок. 7,1—9 млн л. н.) датируется род Yuanmoupithecus из провинции Юньнань (Китай).
Род Nomascus отделился от других родов гиббоновых около 8 миллионов лет назад. Роды Symphalangus и Hylobates разошлись 7 млн л. н. На видовом уровне Hylobates pileatus отделился от H. lar и H. agilis ок. 3,9 млн л. н., а H. lar и H. agilis разошлись ок. 3,3 млн лет назад. Вымерший в средней плейстоцене вид Bunopithecus sericus тесно связан с родом Hoolock.
К отдельному роду относят вымерший вид Junzi imperialis, описанный по неполному черепу из гробницы госпожи Ся (бабушки первого императора объединённого Китая Цинь Шихуанди); ДНК из этого материала ещё не исследовалась.
База данных Американского общества маммологов (ASM Mammal Diversity Database) признаёт 4 рода и 20 видов современных гиббоновых:
- Род Hoolock — Хулоки
  - Hoolock hoolock — Западный хулок
  - Hoolock leuconedys — Восточный хулок
  - Hoolock tianxing
- Род Hylobates — Настоящие гиббоны
  - Hylobates abbotti
  - Hylobates agilis — Чернорукий гиббон
  - Hylobates albibarbis — Белобородый гиббон
  - Hylobates funereus
  - Hylobates klossii — Карликовый гиббон
  - Hylobates lar — Белорукий гиббон
  - Hylobates moloch — Серебристый гиббон
  - Hylobates muelleri — Гиббон Мюллера
  - Hylobates pileatus — Кампучийский гиббон
- Род Nomascus — Номаскусы
  - Nomascus annamensis
  - Nomascus concolor — Чёрный хохлатый гиббон
  - Nomascus gabriellae — Желтощёкий хохлатый гиббон
  - Nomascus hainanus
  - Nomascus leucogenys — Белощёкий хохлатый гиббон
  - Nomascus nasutus — Восточный чёрный хохлатый гиббон
  - Nomascus siki
- Род Symphalangus — Сиаманги
  - Symphalangus syndactylus — Сиаманг

## Хронограмма

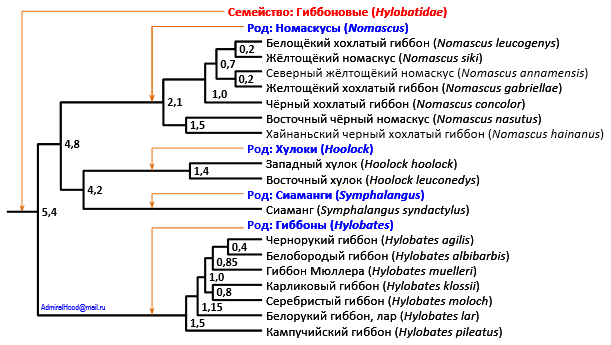
Филогенетическое дерево современных гиббоновых. Цифры в узлах дерева показывают ориентировочное время расхождения филогенетических групп (млн лет) по данным молекулярной филогенетики. Все данные по http://www.onezoom.org/, 07.09.2017

## Галерея

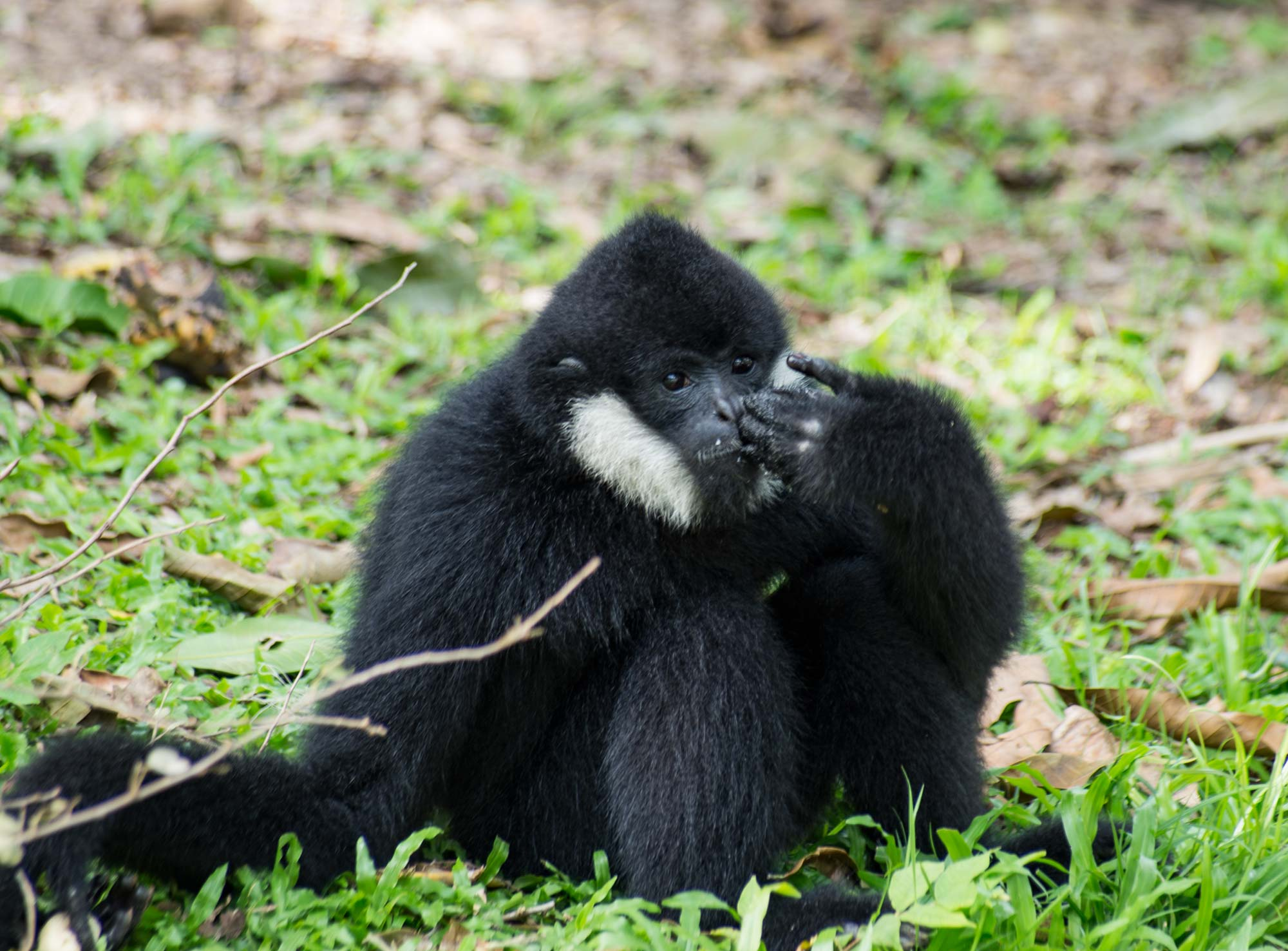
Белощекий гиббон (самец)
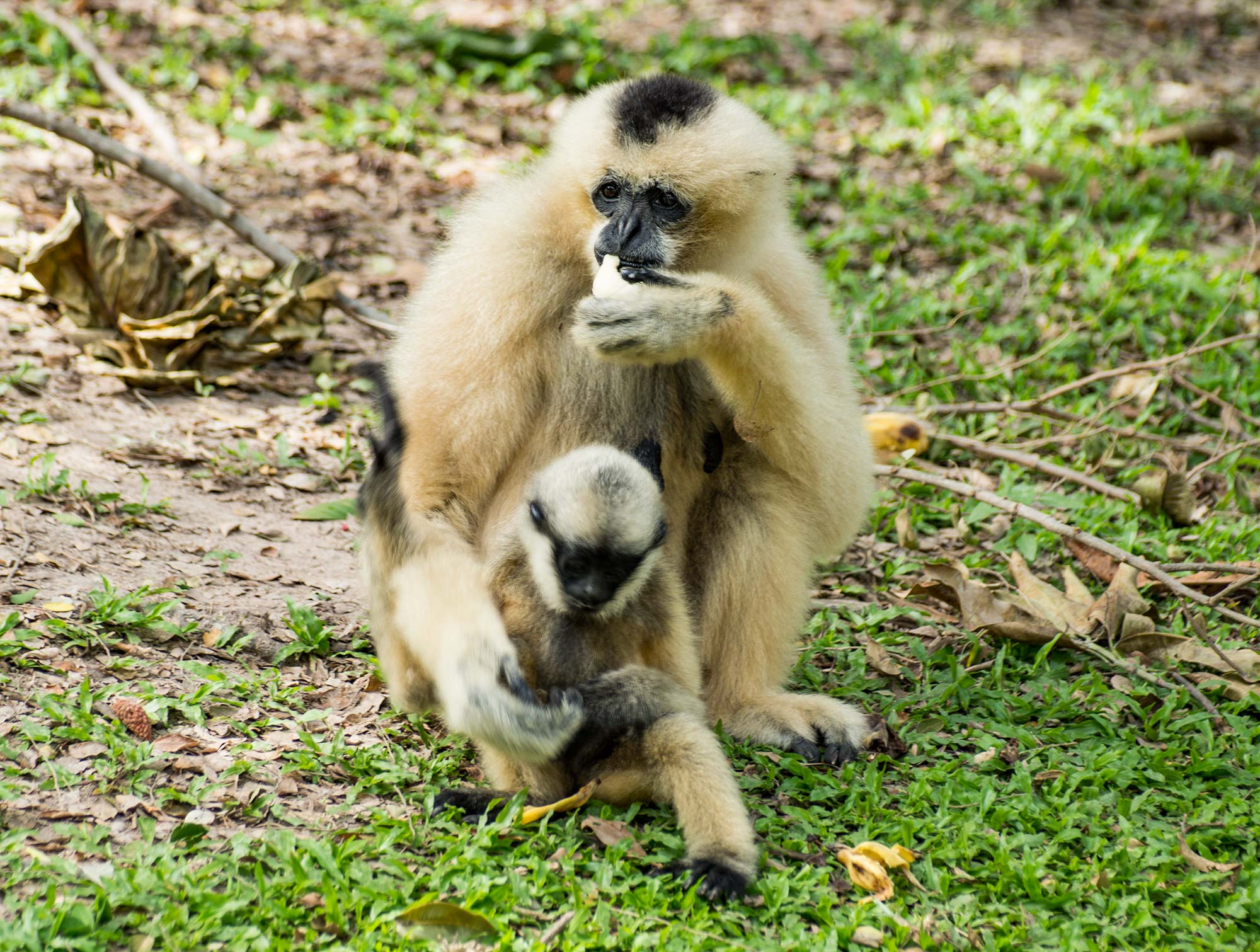
Белощекий гиббон (самка)
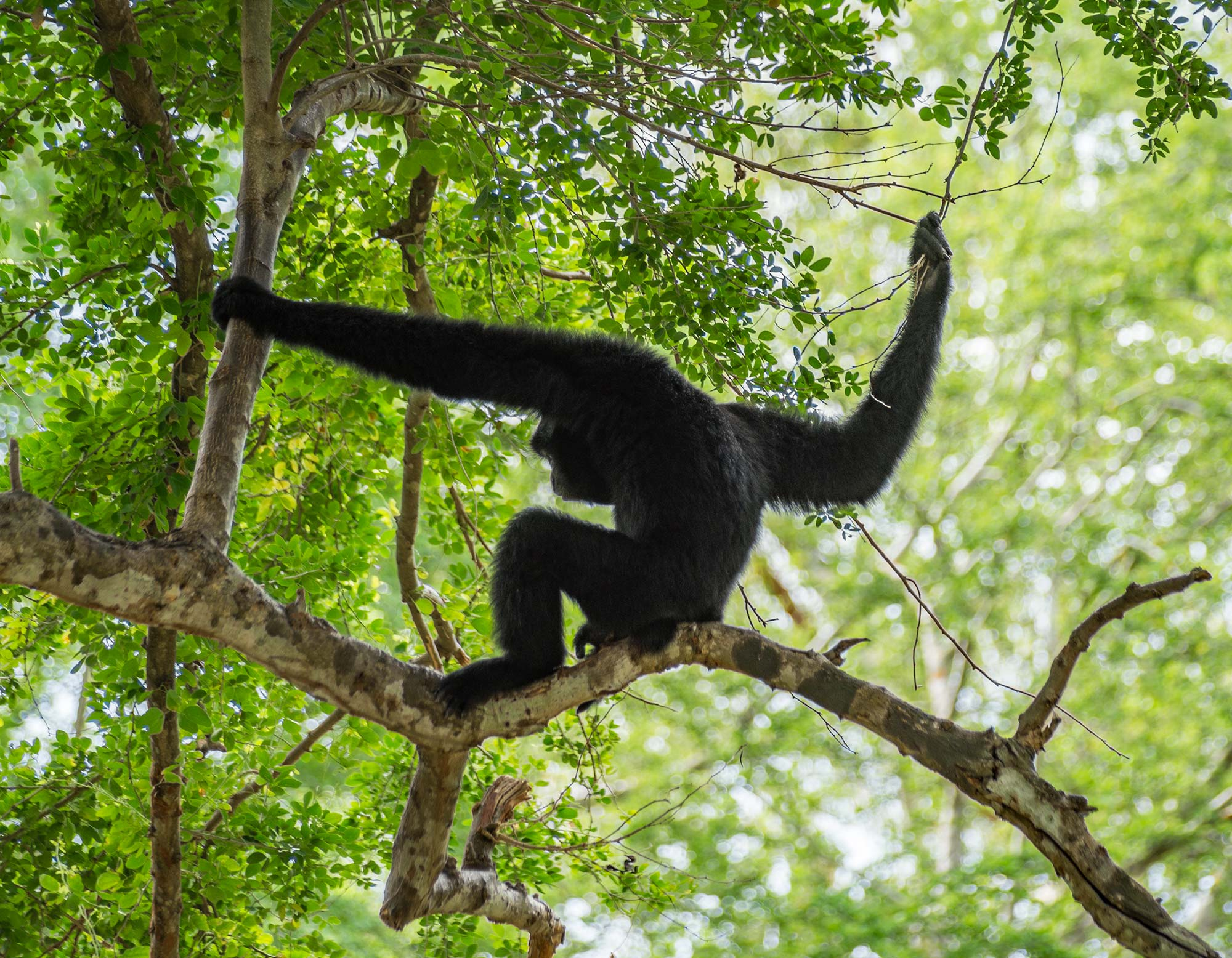
Кампучийский гиббон (самец)
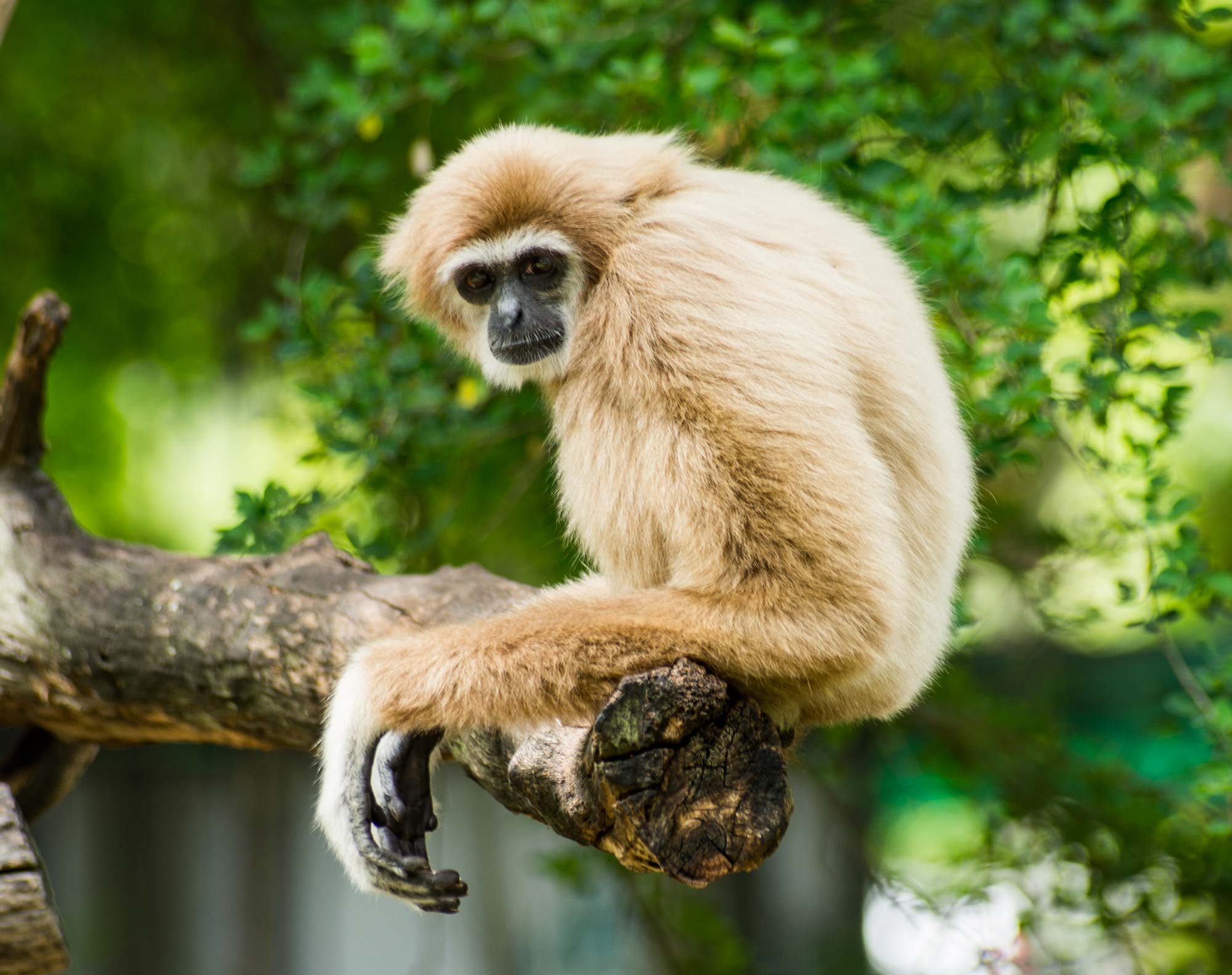
Кампучийский гиббон (самка)
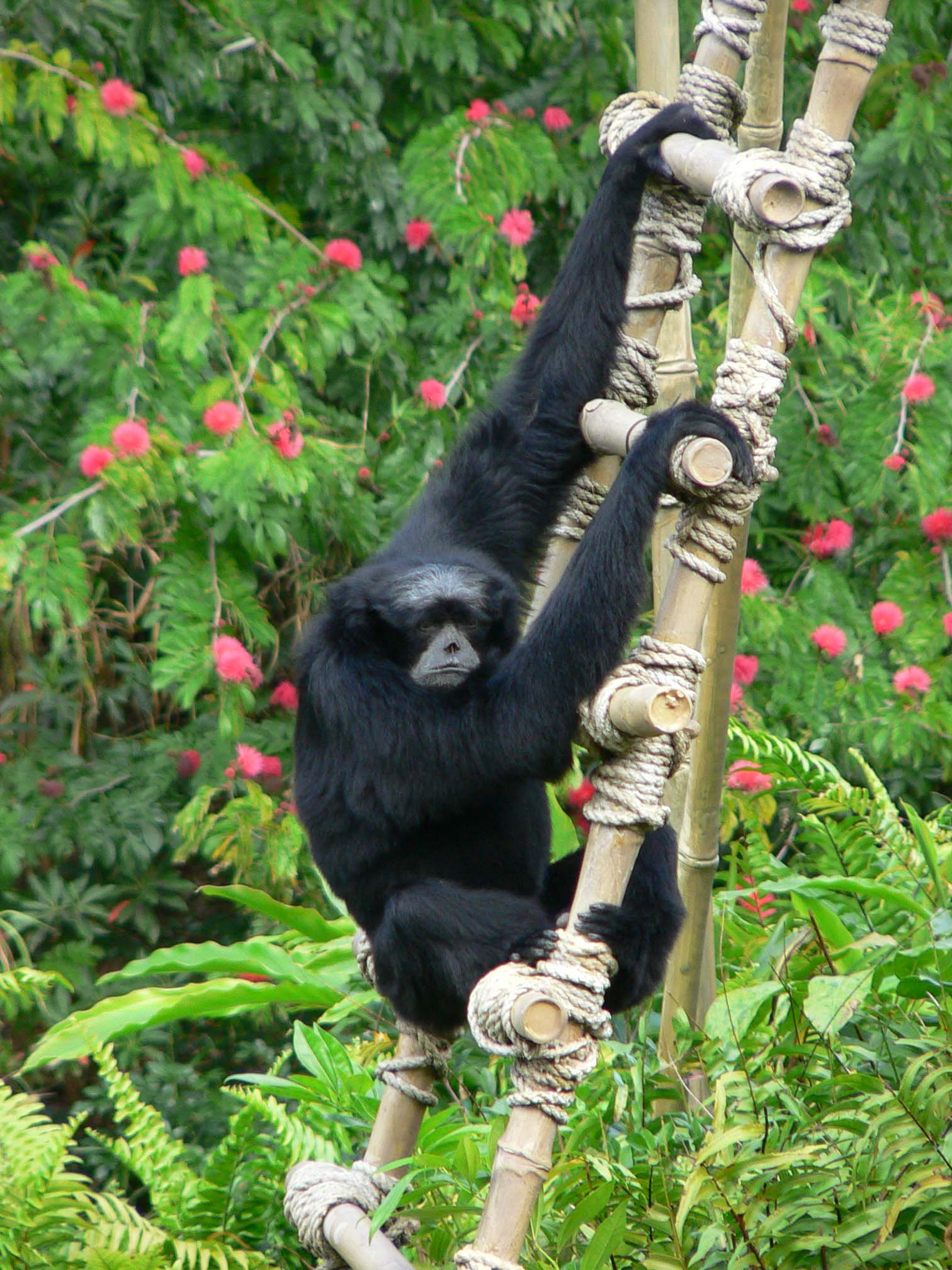
Сиаманг
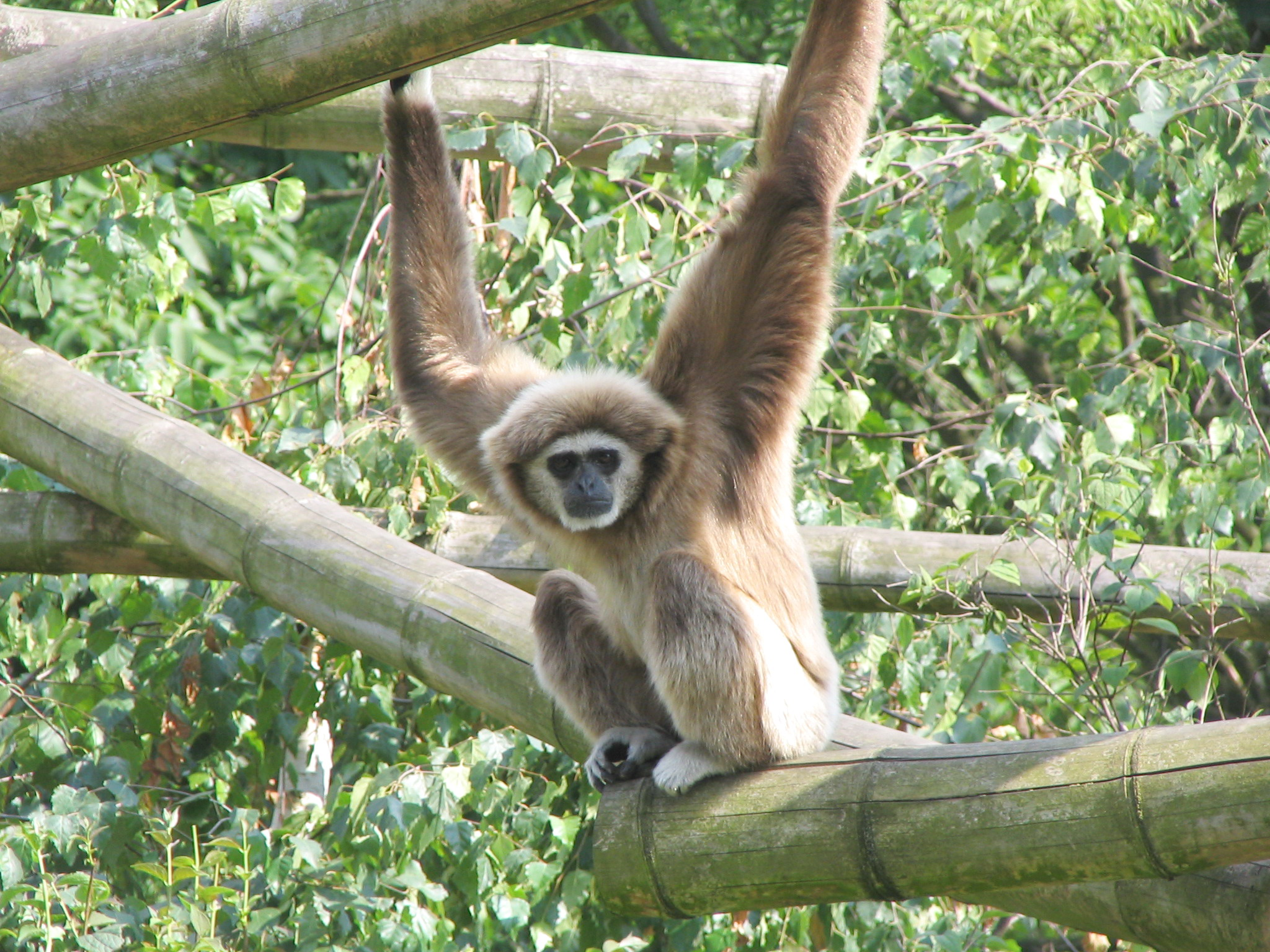
Белорукий гиббон